# Wöllaner Nock
Der Wöllaner Nock ist ein 2145 m ü. A. hoher Gipfel in Kärnten, er befindet sich im Gemeindegebiet von Arriach und ist ihr höchster Punkt. Als Teil der Nockberge liegt er zwischen dem Gegendtal im Süden und dem Bad Kleinkirchheimer Tal im Norden. Südlich des Gipfels erstreckt sich die Ortschaft Afritz am See, nördlich die Ortschaft Bad Kleinkirchheim.
Neben mehreren lokalen Wanderwegen führt auch der Salzsteigweg, ein Österreichischer Weitwanderweg vom Böhmerwald nach Arnoldstein, über den Gipfel des Wöllaner Nocks.

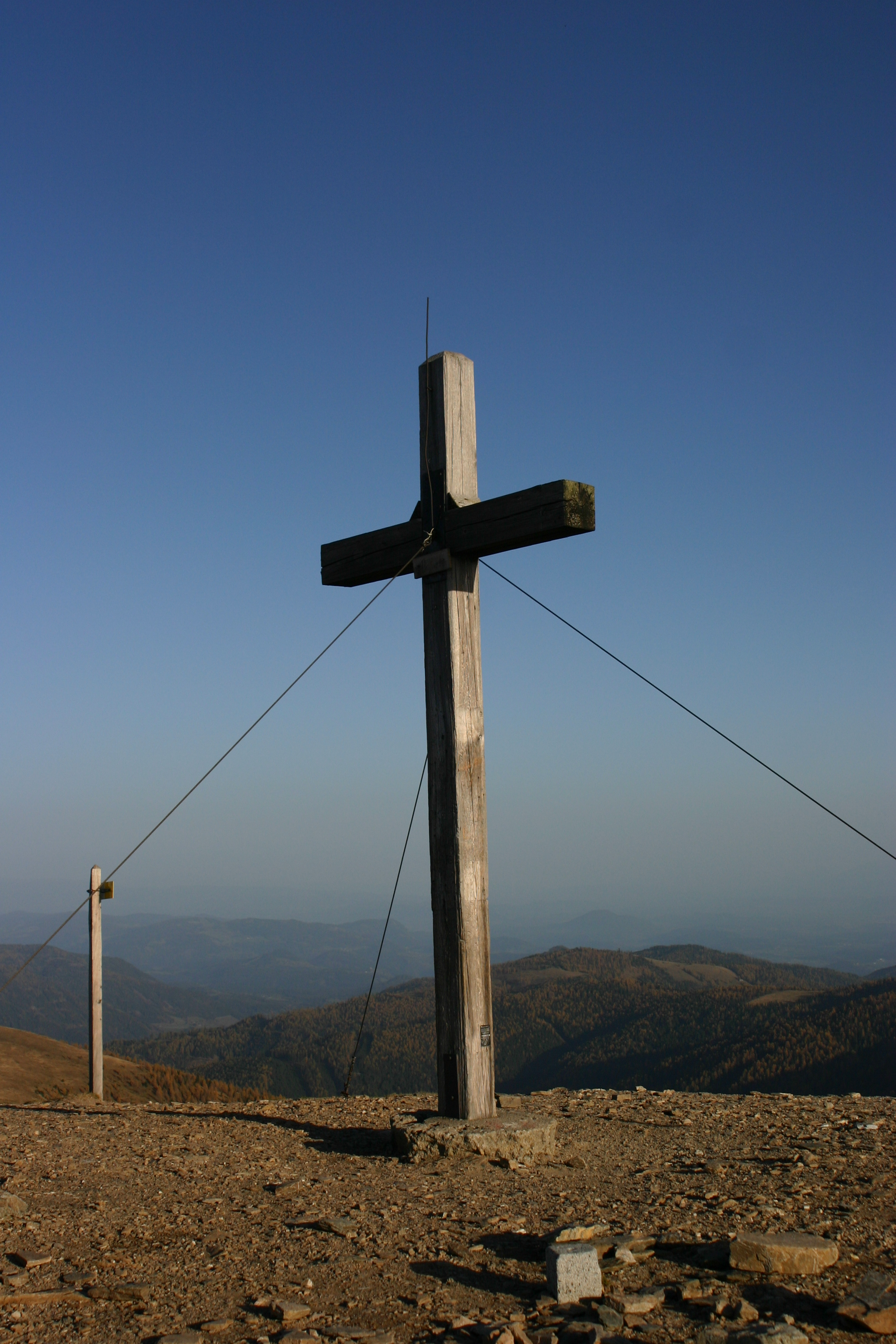
Gipfelkreuz
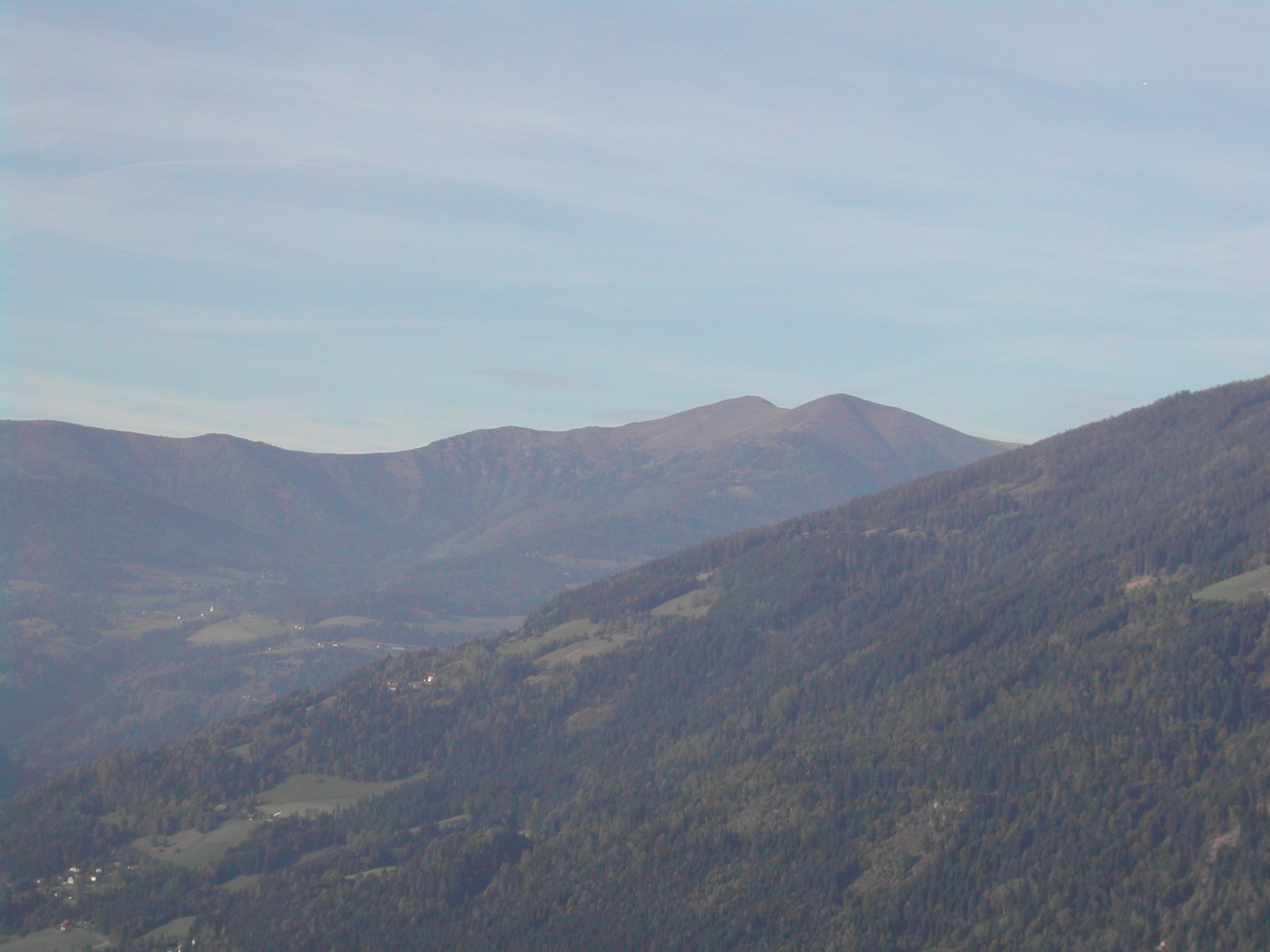
Blick zum Wöllaner Nock vom Oswaldiberg
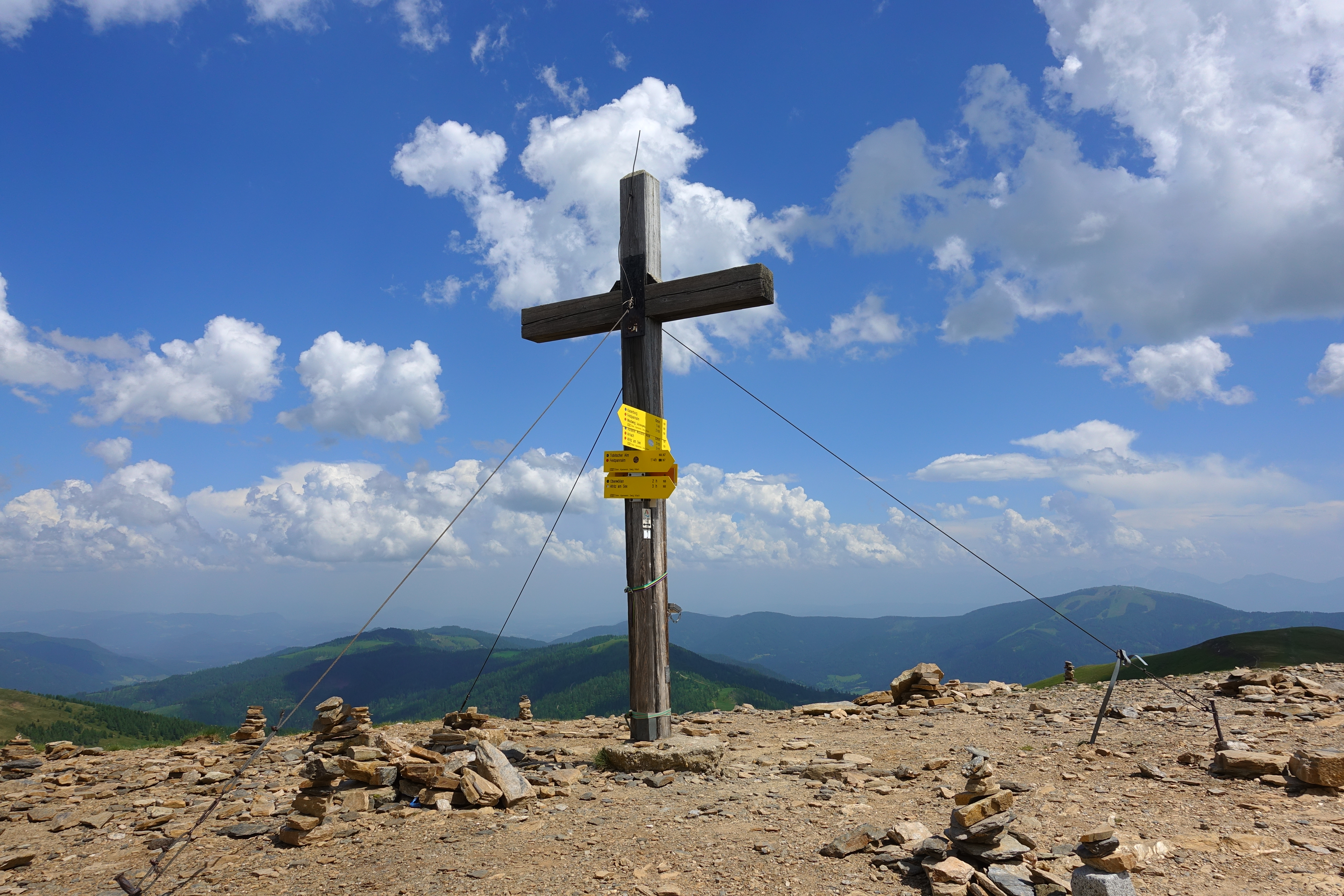
Gipfelkreuz Wöllaner Nock im Juni 2019
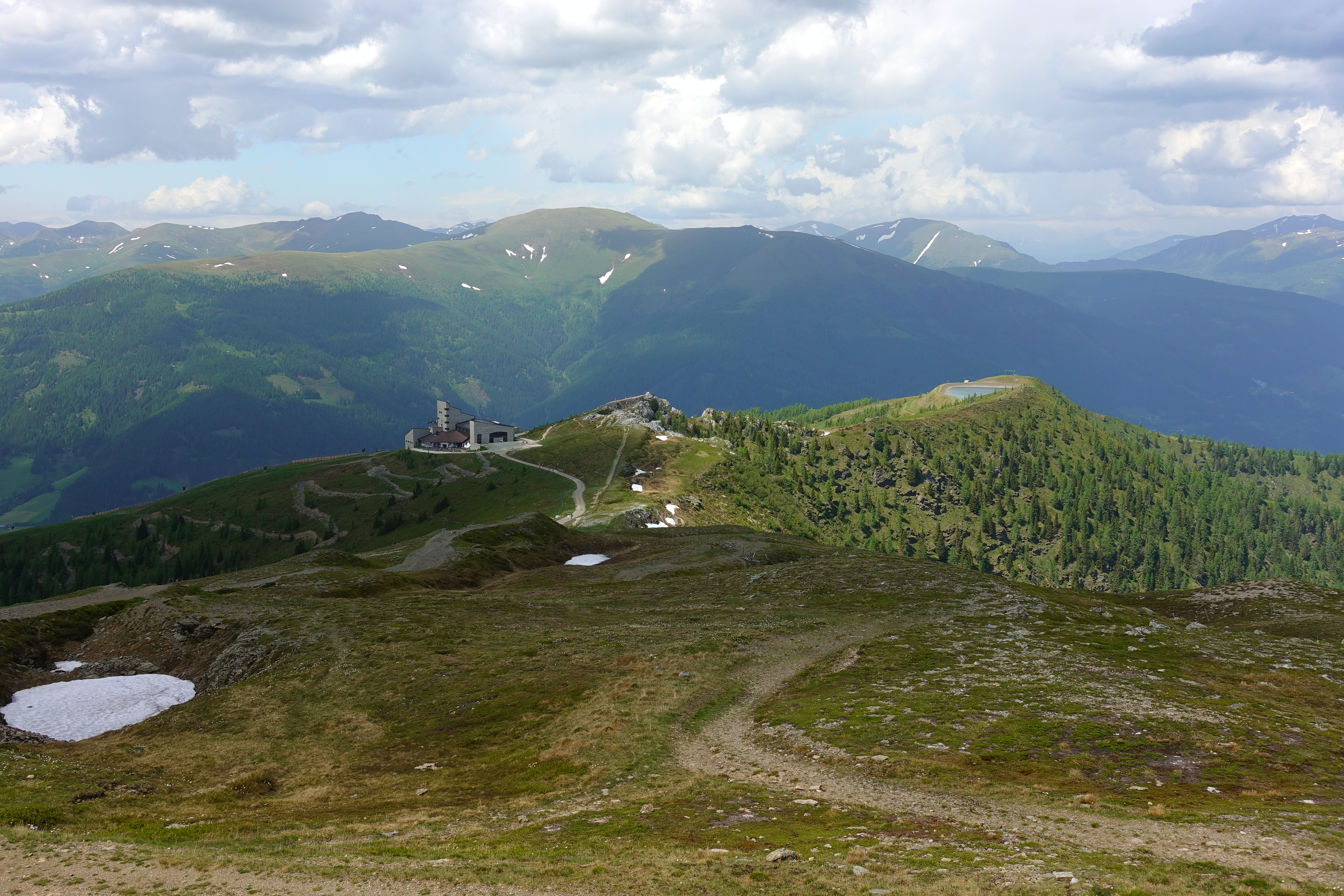
Blick vom Wöllaner Nock auf die Bergstation der Kaiserburg Bergbahn in Bad Kleinkirchheim